# علاج بالرواية

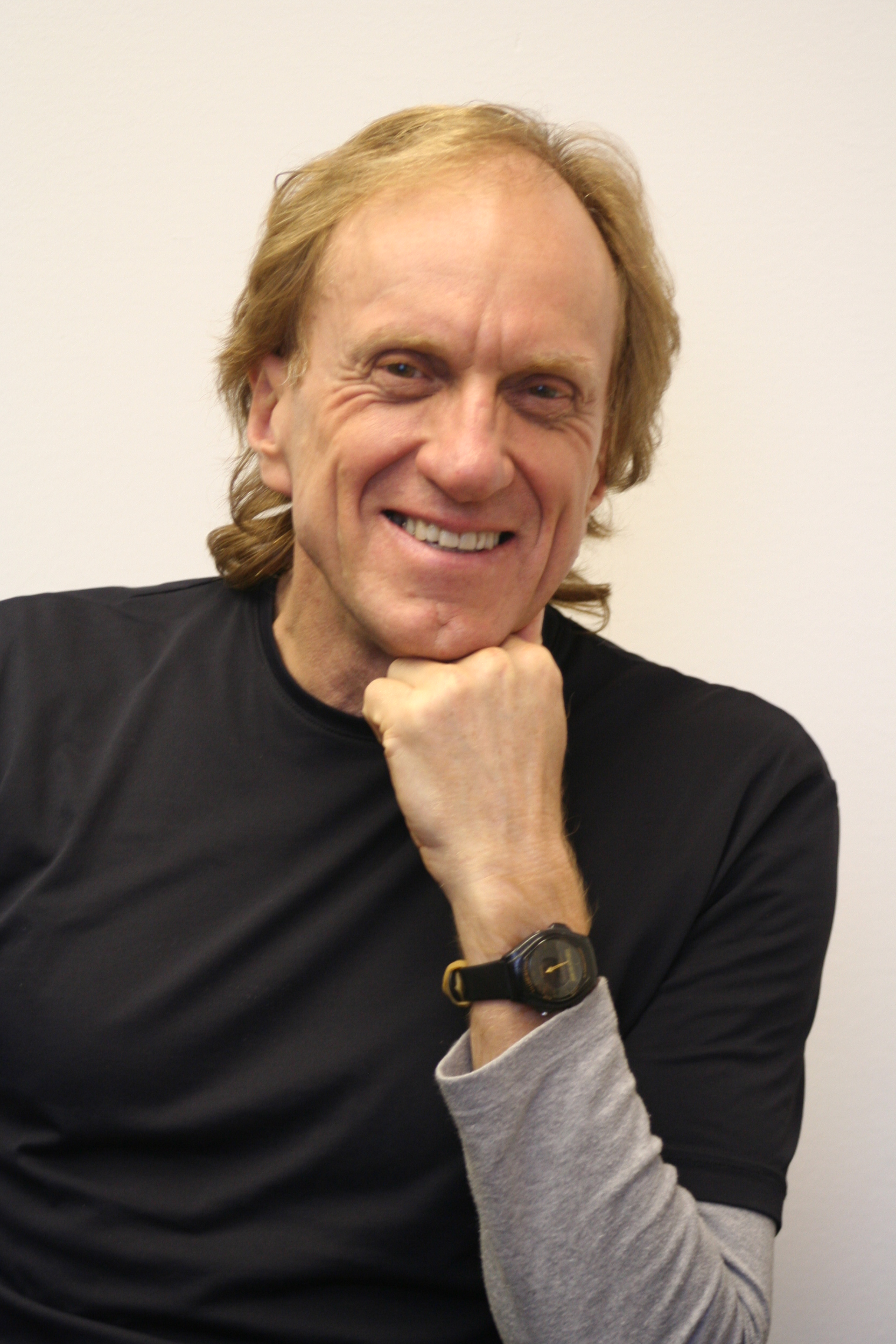
مايكل وايت

العلاج بالرواية أو العلاج بالسرد (بالإنجليزية: Narrative therapy)‏ هو شكل من أشكال العلاج النفسي الذي يسعى لمساعدة الناس على تحديد القيم والمهارات والمعارف التي يجب أن يحيوا من خلالها، حتى يتمكنوا من التصدي بفاعلية للمشاكل التي يواجهونها مهما كانت، وفي العلاج بالرواية يسعى المعالج لمساعدة الشخص في عن طريق مشاركته في تأليف رواية جديدة عن نفسه من خلال التحقيق في تاريخ تلك الصفات.
يَدّعي العلاج بالسرد أن يكون أحد مداخل العدالة الاجتماعية للمحادثات العلاجية، ويسعى إلى تحدي الخطابات السائدة التي تدعي أنها تشكل حياة الناس بطرق مدمرة. وقد تم تطوير هذا النهج خلال عقدي 1970 و 1980، ويعزى الفضل إلى حد كبير إلي الأخصائي الاجتماعي الأسترالي مايكل وايت (Michael White) والنيوزيلندي ديفيد ابيستون (David Epston).